# رباط درقي لامي جانبي
الرباط الدرقي اللامي الجانبي (بالإنجليزية: lateral thyrohyoid ligament)‏ أو (بالإنجليزية: lateral hyothyroid ligament)‏ هو حبل مرن مستدير، يُشكِّل الحافة الخلفية للغشاء الدرقي، ويمرّ بين طرف القرن العلوي (بالإنجليزية: superior cornu)‏ للغضروف الدرقي وطرف القرن الأكبر (بالإنجليزية: greater cornu)‏ للعظم اللامي. الفرع الداخلي للعصب الحنجري العلوي (بالإنجليزية: Superior laryngeal nerve)‏ يوجد في الناحية الجانبية (الوحشية) لهذا الرباط. 

## الغضروف الحلقي
غالبًا ما توجد عقيدة غضروفية صغيرة أو تكون أحيانًا عظمية، اسمها «الغضروف القمحي» أو «الغضروف الحلقي» (بالإنجليزية: Triticeal cartilage)‏(باللاتينية: cartilago triticea)، توجد في الرباط الدرقي اللامي الجانبي.

## روابط خارجية
- أطلس تشريح جامعة ميشيغان rsa3p11 - " أطلس تشريح جامعة ميشيغان rsa3p11 view"
- أطلس تشريح جامعة ميشيغان rsa3p12 - "Larynx، lateral view"